# 錦州兵事区
錦州兵事区（きんしゅうへいじく）は、満洲国に設置された大日本帝国陸軍の兵事区の一つ。興安西省、熱河省、錦州省を管轄領域とし、錦州陸軍兵事部が置かれ徴兵・召集等兵事事務を所掌した。

## 概要
1941年（昭和16年）、陸軍管区表の改正で関東軍管区の下に錦州兵事区が設置された。当初、興安西省、熱河省、錦州省を管轄したが、1943年（昭和18年）以降は熱河省、錦州省を管轄した。

## 錦州陸軍兵事部長
| 代             | 氏名           | 階級           | 在任期間       | 出典           |
| 錦州兵事部部長 | 錦州兵事部部長 | 錦州兵事部部長 | 錦州兵事部部長 | 錦州兵事部部長 |
| -------------- | -------------- | -------------- | -------------- | -------------- |
|                | 中島忠雄       | 歩兵中佐       | 1942.8.1 -     | [ 3 ]          |
|                | 野田徹         | 歩兵大佐       | 1943.8.2 -     | [ 4 ] [ 5 ]    |